# 자베드 셰이크
자베드 셰이크(1954년 10월 8일 ~ , 우르두어: جاوید شیخ)는 파키스탄의 배우이다.

## 영화 배우 참여작
- 옴 샨티 옴
- 동키 킹